# Gaius Iulius Alpinus Classicianus

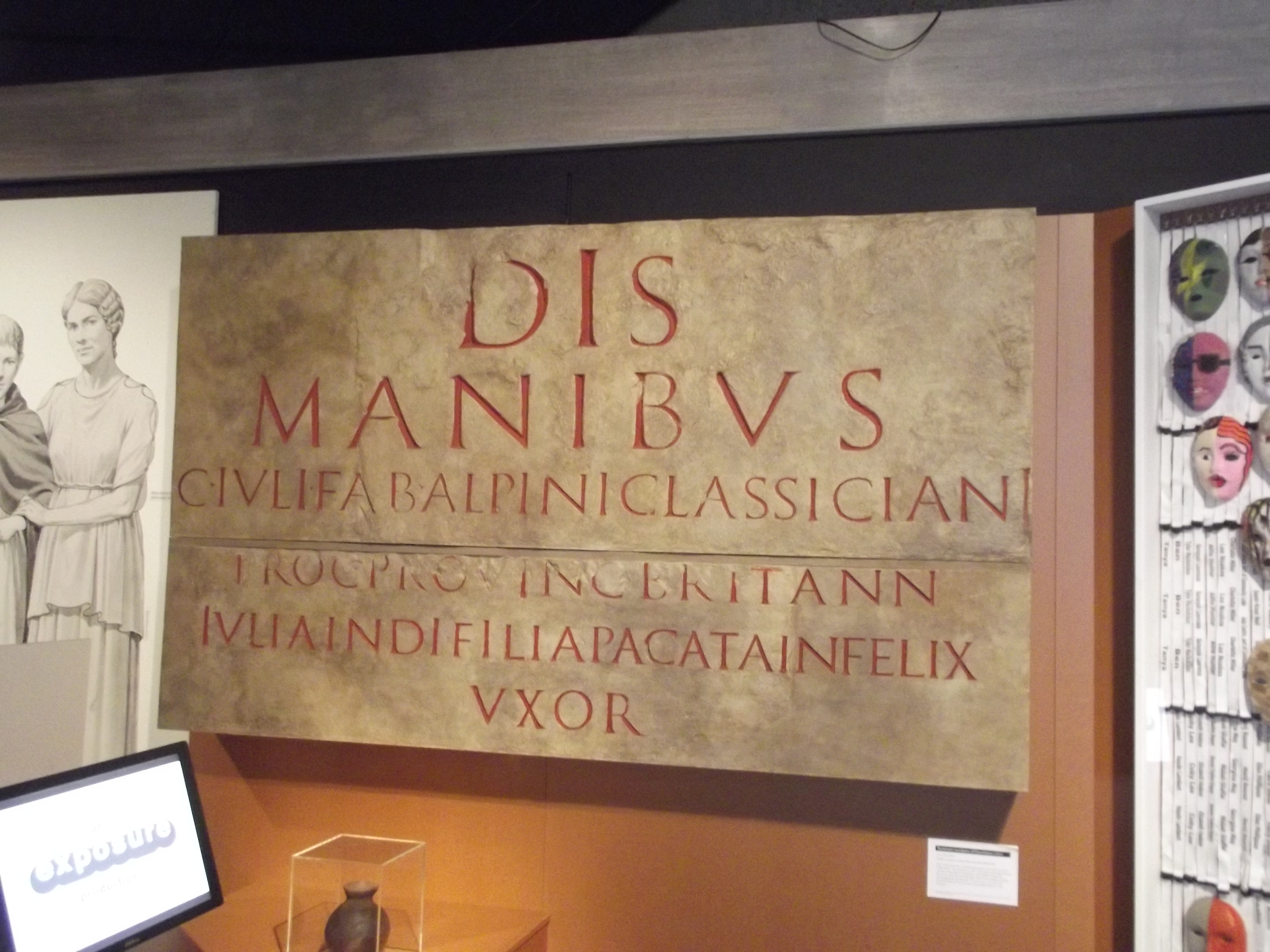
Grabinschrift (moderne Kopie) des Gaius Iulius Alpinus Classicianus

Gaius Iulius Alpinus Classicianus († 65) war Prokurator in der römischen Provinz Britannien von 61 bis 65 n. Chr.
Classicianus war der Nachfolger von Catus Decianus, der nach dem Aufstand der Boudicca nach Gallien fliehen musste. Classicianus, der dem Namen nach aus Gallien stammte, äußerte gegenüber Nero Bedenken, dass die harte Politik des Statthalters Gaius Suetonius Paulinus weitere Feindseligkeiten gegenüber den Römern produzieren könnte. Nero entsandte darauf den Freigelassenen Polyclitus, der eine Untersuchung zur Lage der Provinz durchführte.
Classicianus starb im Jahr 65 n. Chr. Die Reste seines Grabmales wurden in der Mitte des 19. Jahrhunderts in London ausgegraben und sind heute im British Museum zu sehen. Eventuell besteht eine Verwandtschaft zwischen C. Iulius Alpinus Classicianus und dem helvetischen Adeligen Iulius Alpinus, der von Tacitus im Zusammenhang mit den Wirren im Vierkaiserjahr 69 n. Chr. erwähnt wird.
Classicianus war mit Iulia Pacata, der Tochter des Treverer-Fürsten Iulius Indus, verheiratet.